# Бурлук (река)
Бурлук — река в России, протекает по Волгоградской области. Устье реки находится в 262 км от устья Медведицы по левому берегу. Длина реки составляет 72 км, площадь водосборного бассейна — 998 км²

### Притоки
(указано расстояние от устья)
- 5,3 км: река Малый Бурлук (л)
- 14 км: река Солодовка (л)
- 19 км: река Отнога (л)
- 50 км: река Овраг Голиков (Голик) (л)

## Данные водного реестра
По данным государственного водного реестра России относится к Донскому бассейновому округу, водохозяйственный участок реки — Медведица от впадения реки Терса и до устья, речной подбассейн реки — Дон между впадением Хопра и Северского Донца. Речной бассейн реки — Дон (российская часть бассейна).
Код объекта в государственном водном реестре — 05010300312107000008939.